# Lagurus ovatus
Lagurus là một chi thực vật có hoa Cựu Thế giới thuộc họ Hòa thảo, bản địa vùng quanh Địa Trung Hải và những khu vực lân cận, từ Açores và quần đảo Canaria tới bán đảo Krym và Ả Rập Xê Út. Nó cũng sống tự nhiên ở Úc, New Zealand, Ireland, đảo Anh, và những vùng rời rạc ở châu Mỹ. Chỉ có một loài được biết đến, Lagurus ovatus, tên thông thường tiếng Anh là hare's-tail, hare's-tail grass hay bunnytail.